# PZL P.24
El PZL P.24 era un avión de caza polaco diseñado a mediados de la década de 1930 por la firma de Państwowe Zaklady Lotnicze (P.Z.L.) en Varsovia. Fue desarrollado como una versión de exportación del PZL P.11, un caza de construcción metálica de alas de gaviota diseñado por el ingeniero aeronáutico polaco Zygmunt Puławski.
Mientras que el P.11 estaba propulsado con un motor radial Bristol Mercury construido bajo licencia, los términos de esta licencia no permitían a PZL exportar el motor, así como también imponían restricciones a cualquier avión que fuera propulsado por él. El fabricante de motores francés Gnome et Rhône propuso la adopción de su motor Gnome-Rhône 14K Mistral Major a PZL y ofreció financiar parcialmente el desarrollo de un caza que usara dicho motor, y que no tendría tales restricciones de exportación. En consecuencia, a principios de 1932, PZL comenzó a trabajar en un nuevo caza derivado del P.11, que fue conocido como P.24. Los prototipos pronto demostraron un favorable rendimiento durante las pruebas; notablemente, el segundo prototipo P.24/II, a menudo denominado "Super P.24", estableció un nuevo récord mundial de velocidad para un caza de motor radial de 414 km/h. El avión de producción inicial se parecía mucho a la configuración P.24/II, aunque con algunos cambios, como la adopción de una cabina cerrada.
Entró por primera vez en servicio operacional durante 1936; el P.24 se exportó a Bulgaria, Grecia, Rumania y Turquía. Fue producido bajo licencia por la empresa de aviación rumana Industria Aeronautică Română (IAR), que también había producido el anterior P.11. Al parecer algunos de los elementos del P.24, como su sección de cola, se incorporaron a un caza monoplano de diseño rumano, el IAR 80. En Grecia, la Real Fuerza Aérea (Elleniki Vassiliki Aeroporia) fue el único servicio aéreo que en la Segunda Guerra Mundial operó el P.24 como su principal (y casi único) caza. Sin embargo, la experiencia en combate pronto demostró que, como resultado de los rápidos avances en el diseño de aviones realizados a fines de la década de 1930, el P.24 en 1940 había quedado obsoleto en comparación con los nuevos cazas aparecidos más tarde. A pesar de contar con un motor relativamente potente y un armamento satisfactorio, no pudo resistir a algunos de los cazas del Eje como el Macchi MC.200 y el Fiat G.50. Al igual que los cazas griegos, en 1942, quedó claro que los P.24 rumanos no eran rivales de los cazas de la VVS y fueron relegados a las tareas de entrenamiento.

## Desarrollo

### Antecedentes
Durante la década de 1930, PZL había desarrollado una serie de innovadores cazas de construcción metálica con alas de tipo gaviota diseñados por el ingeniero aeronáutico polaco Zygmunt Puławski. Los PZL P.1, PZL P.6 / P.7 y P.11, cada uno más refinado que su anterior, fueron capaces de un rendimiento sobresaliente para su tiempo y se exhibieron ampliamente en exhibiciones internacionales y competiciones aéreas demostrando su capacidades. Los monoplanos polacos estaban sujetos a un considerable interés internacional, lo que llevó a que las oficinas de PZL recibieron un aluvión de consultas sobre el tema de posibles ventas de exportación. Según el autor de temas de aviación J. Cynk, en 1933 Bulgaria, Checoslovaquia, Francia, Grecia, Hungría, Japón, Portugal, Rumania, Suecia, Turquía y Yugoslavia expresaron su interés.
Para que cualquier venta de exportación del tipo se completara con éxito, PZL tuvo que abordar dos obstáculos principales. En primer lugar, la compañía solo era capaz de producir un número determinado de aviones en el espacio de un año; la compañía no contaba con los recursos internos para expandir sustancialmente su capacidad de producción, ni la financiación del gobierno polaco u otros organismos se consideró particularmente prometedor durante este tiempo. Según el escritor polaco - británico especialista en aviación Jerzy Cynk, los posibles compradores del caza, generalmente eran contrarios a realizar grandes desembolsos de divisas como parte de sus pagos; en cambio, preferirían pagar en términos de bienes (como productos brutos e industriales) o pagar en numerosas cuotas. Además, Cynk afirma que varias negociaciones con PZL fracasaron o fueron pospuestas debido a las dificultades encontradas para acordar condiciones de pago aceptables entre el cliente y el fabricante.
Otro problema era el planteado por el motor utilizado por el P.11; este caza estaba impulsado por un motor radial Bristol Mercury, producido en Polonia por la firma Polskie Zakłady Skody (una filial de Skoda) en virtud de un acuerdo de licencia con la firma británica Bristol Aeroplane Company; sin embargo, los términos del acuerdo establecido por diez años estipulaban que ninguno de los motores fabricados en Polonia podría exportarse. Además, el acuerdo de licencia impedía la venta de aeronaves propulsadas con los motores de Bristol; estas restricciones a la exportación estaban presentes incluso si los motores eran suministrados por los clientes en lugar de por la propia PZL. Naturalmente, PZL deseaba eliminar o minimizar las restricciones que impedían las ventas de exportación de sus aviones.
La iniciativa de desarrollar un derivado dedicado a la exportación del P.11 recibió un impulso considerable durante la década de 1930; la Fuerza Aérea Francesa estaba sumamente interesada en dotarse de una gran fuerza de cazas modernos de primera clase. Si bien la mayoría de los proyectos considerados por los funcionarios franceses se desarrollaron en el país, la Armée de l'air también estaba evaluando varios cazas extranjeros como posibles candidatos para ser producidos en Francia; Cynk afirma que el P.11 estaba en la parte superior de su lista. Esta atención puede haber contribuido a la decisión del fabricante de motores francés Gnome et Rhône de ofrecer a PZL una contribución financiera de 150 000 francos para el desarrollo de un derivado del P.11 adecuado para la exportación, así como proporcionar el primer motor del prototipo de forma gratuita y patrocinar al caza para la competencia francesa, todo lo cual estaba condicionado a la selección de su motor para propulsar el tipo.

### Lanzamiento del proyecto
De acuerdo con estos intereses convergentes, PZL decidió emprender un trabajo preliminar de diseño en el desarrollo prospectivo de una forma más evolucionada del P.11 que estaría dirigida específicamente al mercado de exportación. El proyecto, y el diseño resultante pronto recibió su propia designación como P.24. El Gnome-Rhône 14K Mistral Major, un potente motor radial francés de 14 cilindros en doble estrella, se había convertido rápidamente en un fuerte candidato para impulsar al prototipo; por lo tanto, la oferta de soporte de la compañía de motores fue rápidamente aceptada. El proyecto fue encabezado por Wsiewolod Jakimiuk, quien había asumido el cargo de jefe de diseño a partir de la prematura muerte de Puławski el 21 de marzo de 1931. Durante febrero de 1932 la propuesta P.24 fue presentada para aprobación interna, que fue concedida dos meses después.
Durante el mes de mayo de 1933, el primer prototipo P.24/I, basado principalmente en el P.11a y propulsado por un motor Gnome-Rhône 14Kds de 760 hp (570 kW), realizó su primer vuelo pilotado por Boleshaw Orlinkski. Este vuelo se había retrasado desde enero de 1933 debido a la demora por parte de Gnome et Rhône en entregar el motor y su hélice metálica tripala; incluso después de la instalación del motor y una hélice alternativa construida por la firma W. Szomański, se detectaron problemas durante los carreteos previos al vuelo, como el agarre de las bombas de combustible. El vuelo inaugural tampoco fue satisfactorio; se anuló después de que las severas vibraciones destrozaran el carenado del cubo; se produjeron más daños en las palas de la hélice, en la estructura del cojinete del motor y los accesorios del tanque de combustible, lo que llevó a que la sección delantera del prototipo fuera reconstruida y reforzada. Durante octubre de 1933, se reanudaron los vuelos de pruebas.
Las evaluaciones con el primer prototipo determinaron realizar más de 150 modificaciones a varios aspectos del diseño, incluyendo la adopción de un carenado tipo NACA de cuerda larga, el refuerzo de la estructura de montaje de cañón y la revisión de los sistemas de escape y enfriamiento, lo que llevó a la construcción de un segundo prototipo designado P.24/II. Al realizar su primer vuelo en marzo de 1934, este prototipo, que también se denominó "Super P.24", demostró rápidamente su excelente rendimiento así como su capacidad de superar fácilmente los 400 km/h durante un vuelo nivelado. El 28 de junio de 1934 el P.24/II estableció un récord mundial de velocidad para cazas con motor radial de 414 km/h que fue reconocido por la Fédération Aéronautique Internationale (FAI). Tras el anuncio de Gnome et Rhône de la existencia del más potente motor 14Kfs, se solicitó un tercer prototipo P.24/III también conocido como "Super P.24bis", impulsado por este nuevo motor. Sin embargo, este motor no estaba disponible inmediatamente debido a un pedido anterior realizado por Finlandia que tenía prioridad; por ello, el primer motor 14Kfs no llegó hasta julio de 1934.
El tercer prototipo realizó su primer vuelo en agosto de 1934; dos meses después, realizó una exhibición en Varsovia a la que asistieron varios funcionarios polacos y miembros de misiones extranjeras. A finales de 1934, el P.24/III recientemente completado se exhibió públicamente en el Salón Aeronáutico de París, donde supuestamente atrajo un alto nivel de interés entre los visitantes y otros delegaciones participantes. Según Cynk, durante la celebración del evento, se consideraba que el P.24 era el interceptor más rápido y mejor armado del mundo. Mientras que la Fuerza Aérea francesa todavía estaba expresando interés en el P.24 en este punto, hubo una considerable presión por parte de la industria aeronáutica francesa y resistencia política a su adquisición debido a sus orígenes no autóctonos y a que los fabricantes franceses estaban haciendo sus propios avances, incluidos algunos de los que presentaba el P.24, por ello, no se recibió ninguna orden francesa para el tipo.

### Producción
Entre finales de 1934 y comienzos de 1935, el P.24/III participó en varios vuelos promocionales incluidos vuelos de evaluación celebrados cerca de Varsovia en presencia de delegaciones militares turcas y rumanas, así como realizó una gira de demostración en la que visitó Hungría y Bulgaria. En la primavera de 1935, habiendo juzgado que la probabilidad de ventas era alta en este punto, PZL decidió comenzar a trabajar en un lote de seis P.24 de preproducción en su planta de Varsovia. A diferencia de los prototipos, estas aeronaves tenían cabinas cerradas y los armamentos se transportaban por completo dentro de las alas en lugar de en el fuselaje delantero, así como la adopción de superficies de ala y cola que recordaban a las del P.11c, junto con pequeñas mejoras y modificaciones. Se instalaron diferentes configuraciones de armamento en los aviones de preproducción, representativos de la configuración que estaba destinada a varios modelos de producción separados; además, se exhibió el P.24A un avión de preproducción en el Salón Aeronáutico de París de 1936, después del cual realizó varios vuelos de demostración para la Fuerza Aérea francesa.
Gradualmente, los P.24 de preproducción se modificaron para representar de cerca las variantes de producción sucesivas del tipo; este trabajo incluyó la instalación de motores alternativos, incluidos los Gnome-Rhône 14N-01 y 14N-21, el Renault 14T y el Fiat A.80, que fueron suministrados libremente por sus respectivos fabricantes. A principios de 1936, Turquía se convirtió en el primer cliente en realizar un pedido en firme del P.24, completando un trato no solo por cuarenta cazas de fabricación polaca, sino también un acuerdo de licencia y los materiales para producir en el país otros veinte P.24A. Estos primeros aviones, que estaban equipados con armas diferentes para cumplir con los requisitos turcos especificados, eran casi idénticos a los aviones de preproducción. La producción comenzó casi de inmediato; las primeras entregas tuvieron lugar a fines de 1936.
Tras el hallazgo de un arrastre aerodinámico mayor de lo previsto en las primeras aeronaves de producción, se implementaron diversas mejoras en la siguiente variante del caza, designada como P.24C, que constituía la mayor parte de la orden turca. El 29 de mayo de 1937, el primer P.24 construido en Turquía realizó su primer vuelo, sobre la bahía de Izfam (Esmirna). De acuerdo con Cynk, se cree que más de 100 P.24 fueron finalmente construidos en Turquía a una tasa máxima de ocho cazas terminados por mes. Con el tiempo una gran proporción de los P.24 turcos fueron remotorizados con motores radiales Pratt & Whitney R-1830 Twin Wasp. Pronto, más pedidos para el tipo se recibieron de Grecia, Bulgaria y Rumania. A continuación, en 1937 se recibió un pedido de Bulgaria, consistente en un lote de catorce P.24B, eran similares al P.24C a excepción del equipo instalado que fueron entregados a principios de 1938, y ese año fueron seguidos de un pedido por 24 P.24C y 26 ejemplares P.24F. Estos aviones presentaron varias modificaciones, que incluían una mayor resistencia, armamento personalizado y mejoras aerodinámicas adicionales.
A pesar de ser un caza objetivamente superior a su predecesor P.11, los P.24 nunca fueron adquiridos por la Fuerza Aérea polaca, que prefirió esperar al PZL.50 más avanzado; cuando quedó claro que el PZL.50 no estaría disponible a tiempo para contrarrestar el inminente ataque alemán, algunas personalidades dentro de la Fuerza Aérea polaca, como el Inspector de Defensa Aérea del Estado, general Józef Zając, propugnaban una compra acelerada del tipo. Además, la viabilidad de tal empresa se vio incrementada por la emisión de un préstamo de armamento francés que permitía la compra de una gran cantidad de motores 14K por parte de Polonia. A principios de 1939 se realizó un pedido inicial de 70 P.24H. Esta orden también se complementó con otra para una variante del anterior P.11, la P.11G. A pesar de los numerosos rumores que afirman que no operaron cazas PZL.24 durante la Campaña Polaca, estos rumores pueden haber sido el resultado debido a su similitud de diseño, de una identificación errónea entre el P.11 y el P.24 por los observadores alemanes.
Todavía en 1939, se estaban estudiando nuevas mejoras para el P.24. El P.24K, que iba a contar con un armamento de cuatro cañones de 20 mm, y el P.24L, un diseño de cazabombardero fueron algunas de las propuestas discutidas. Además, el interés internacional en el tipo todavía estaba presente en aquellos momentos. Según Cynk, durante 1939, las negociaciones para varias grandes órdenes estaban en una etapa avanzada o se habían finalizado; estos clientes eran Estonia, Finlandia, Grecia, Hungría y Yugoslavia. Sin embargo, ninguno de estos pedidos, que sumaban más de 190 P.24, fue completado, siendo cancelados a consecuencia de la invasión y ocupación alemana de Polonia durante septiembre de 1939.

### Diseño
El PZL P.24 era un avión de caza con alas de tipo gaviota que se basaba ampliamente en el diseño del P.11 anterior, siendo esencialmente una versión más potente. Poseía un diseño relativamente convencional, pero incorporaba importantes innovaciones, como su estructura y revestimiento exterior totalmente metálica, junto con su forma de ala entonces inusual. El ala de gaviota, también conocida como "ala polaca", desarrollada por el ingeniero aeronáutico polaco Zygmunt Puławski poseía varias ventajas sobre los biplanos contemporáneos. Uno de esos beneficios fue el perfil delgado que presentaba cuando se acercaba al fuselaje, lo que evitó obstruir la vista exterior del piloto. Las alas utilizaron una sección de perfil aerodinámico Bartler 37/11a modificado, afilando de forma brusca en acorde y espesor hacia las puntas y raíces e incorporando un giro hacia arriba hacia el borde posterior para una mejor visibilidad; se componían principalmente de duraluminio, incluidos los espaciadores dobles, las costillas y el exterior corrugado, que era liso en el borde de ataque y en las puntas de las alas.
El fuselaje de la P.24 poseía una estructura oval completamente metálica, la sección delantera a base de secciones de viguetas y la parte posterior usando una combinación de mamparos de duraluminio transversales y construcción lisa semi-monocasco. La unidad de la cola, que compartía una construcción similar a las alas, estaba equipada con una aleta en voladizo, un plano de cola reforzado, mientras que los elevadores estaban equipados con pestañas de servos Flettner. El P.24 estaba provisto de una disposición de tren de aterrizaje fijo de tipo "tijera" convencional; cada pata incorpora un amortiguador oleoneumático de resorte independiente, construido por Avia. Las ruedas estaban provistas de espaciadores y trabajaban en conjunto con un patín fijo ubicado casi directamente debajo de la sección de cola del avión. La configuración del tren de rodaje fue una innovación patentada.

## Historia operativa

### Grecia
La Real Fuerza Aérea (EVA) fue la única durante la Segunda Guerra Mundial que utilizó el PZL.24 como su principal tipo de caza. Dos subtipos diferentes, que consistían en treinta P.24F y seis P.24G, entregados entre 1937 y 1938. A su llegada, estos se repartieron entre tres Mirae Dioxeos (Escuadrones de Caza): el 21º en Tríkala, 22º en Thessaloniki y el 23º en Larissa. Los únicos otros cazas griegos operacionales, estacionados más al sur, fueron ocho Bloch MB.151, dos Gloster Gladiator Mk I y dos Avia B.534-II, estos últimos de un valor limitado. Durante octubre de 1940, el mes en que Italia inició la invasión de Grecia, el caza polaco era el único tipo moderno en número adecuado. Sin embargo, en 1940, el P.24 ya no era un favorito; a pesar de contar de un potente motor y un armamento satisfactorio, el P.24 no tenía ventaja de velocidad sobre el Fiat CR.42, ni podía sobrepasar al ágil biplano italiano, mientras que era considerablemente más lento que el Macchi MC.200 y el Fiat G.50 con el que a menudo se enfrentaba. Su armamento era la única ventaja real contra los cazas italianos, cuya confianza en las ametralladoras de baja cadencia de tiro Breda-SAFAT de 12,7 mm resultó perjudicial.
El P.24F, armado con un par de cañones Oerlikon FF de 20 mm y dos ametralladoras, dio a los griegos una ventaja temporal en el combate hasta que la falta de municiones y piezas de repuesto obligaron al EVA a rearmar todos los P.24F con 4 ametralladoras Browning M2 AN de 7,7 mm. En general, los P.24 se desempeñaron valientemente durante el período inicial del conflicto, resistiendo contra probabilidades numéricas imposibles ya pesar de que su principal objetivo eran los bombarderos enemigos, lo que los obligó a luchar en desventaja contra los cazas enemigos. Las cifras de derribos dadas por los italianos sobre el frente albanés fueron enormemente exagerados ya que incluso excedieron el número total de cazas operativos en el lado griego. En total, las pérdidas de cazas griegos en combate llegaron a 24 aviones, mientras que los pilotos de combate griegos afirmaron haber logrado 64 derribos confirmados y 24 probables, alrededor de dos tercios de los cuales fueron bombarderos). En abril de 1941, sin embargo, la falta de repuestos y desgaste obligó al EVA a fusionar los cinco P.24 supervivientes en un escuadrón de baja resistencia, que fue apoyado por cinco Gloster Gladiator Mk I y II y los dos MB.151 supervivientes. Ese mes, estos cazas restantes lucharon irremediablemente contra el ataque de la Luftwaffe, anotando cuatro victorias más (dos Henschel Hs 126, un Ju-87B y un Do-17), mientras perdieron la mayoría de sus aviones supervivientes en el suelo. Se cree que ninguno de los cazas de Pulawski sobrevivió al conflicto. Otras fuentes indican que un P24 fue capturado por los italianos y se probó en el Centro Sperimentale di Volo, cerca de Roma.

### Rumania
Antes de la adquisición del P.24, la Fuerza Aérea rumana ya había adoptado el P.11F, que fue fabricado bajo licencia por Industria Aeronautică Română (IAR). La Fuerza Aérea Rumana adquirió una licencia de producción para el tipo junto con un lote inicial de seis P.24E construidos en Polonia, que sirvieron como patrones de construcción. El P.24E fue diseñado específicamente de acuerdo con los requisitos establecidos por la Fuerza Aérea rumana, incluida la compatibilidad con su motor modelo IAR K14 de 821 kW (1100 hp), su armamento de dos cañones y dos ametralladoras, y varios refinamientos y mejoras aerodinámicas. En virtud del acuerdo de licencia establecido, IAR procedió a la construcción de 40 cazas P.24E entre 1937 y 1939. Al parecer, según Cynk, el P.24E habría jugado un papel importante en el desarrollo de un nuevo caza monoplano rumano de ala baja designado como IAR 80. Específicamente, el nuevo caza había adoptado un fuselaje que había derivado del P.24, junto con una sección de cola casi idéntica, que estaba emparejada con una nueva ala en voladizo y un tren de aterrizaje retráctil hacia dentro.
En el servicio rumano, el tipo vio acción de combate durante la Segunda Guerra Mundial; desde el principio, los P.24 rumanos se utilizaron para proteger la capital, Bucarest y los yacimientos petrolíferos de Ploieşti de los ataques de los bombarderos soviéticos durante el inicio de la Operación Barbarossa. Volando desde la base aérea de Otopeni, los cazas P.24 supuestamente lograron derribar 37 bombarderos de las VVS, que generalmente no llevaban escolta y por lo tanto eran más vulnerables a la interceptación. El P.24E también se usó rutinariamente para misiones de ataque a tierra hasta el final de 1941; sin embargo, después de 1942, el tipo fue relegado a tareas de entrenamiento debido a su obsolescencia.

## Variantes
Durante el desarrollo de los cazas Pulawski, se desarrolló una nueva versión del P.11, el P.11c para la Fuerza Aérea de Polonia. Tenía un nuevo fuselaje reconfigurado, y el motor radial se bajó para darle una mejor vista al piloto. Estos cambios se aplicaron también al nuevo prototipo P.24, volado en 1936.
Los modelos P.24A y P.24B podían transportar cuatro bombas de 12,5 kg, y los P.24C, F y G dos de 50 kg.
P.24
este diseño utilizó toda la sección del fuselaje de la cola del P.11c, fue accionado con un motor Gnome-Rhône 14Kfs (930 hp), y estaba armado con dos cañones de 20 mm y dos ametralladoras
P.24A
versión de preproduccion, más tarde serían encargadas 40 unidades por Turquía
P.24B
versión armada con cuatro ametralladoras; las fuerzas aéreas búlgaras ordenaron un lote de 14 unidades
P.24C
armado con cuatro ametralladoras y dos bombas de 50 kg
P.24D
desarrollo para la venta a Hungría, pero no se completó, Hungría compró el Fiat CR.32 en su lugar
IAR P.24E
versión fue construida bajo licencia en Rumania por Aeronáutica Română como P.24E IAR; básicamente similar
P.24F
armado con dos cañones, dos ametralladoras y bombas, y equipado con el más potente motor Gnome-Rhône 14N-07 de 970 hp (720 kW)
P.24G
última versión de producción construida a partir de 1937 y equipada con el más potente motor Gnome-Rhône 14N-07 de 970 hp (720 kW); estaba armado con cuatro ametralladoras y bombas
P.24H
esta variante iba a ser propulsada con un motor Gnome-Rhône 14N-21 (1100 hp) y llevar cuatro cañones o dos cañones y dos ametralladoras, pero no se completó. La Fuerza Aérea Polaca consideró al P.24H, pero el avance fue lento debido a su similitud con el PZL P.11, que ya estaba en servicio, y también al interés en el PZL.50 Jastrząb en desarrollo, entonces hipotéticamente superior. La Segunda Guerra Mundial comenzó antes de que cualquiera de estos planes llegaran a realizarse.
P.24J
versión que iba a ser armada con cuatro cañones y debía ofrecerse para su exportación

## Usuarios
Bulgaria

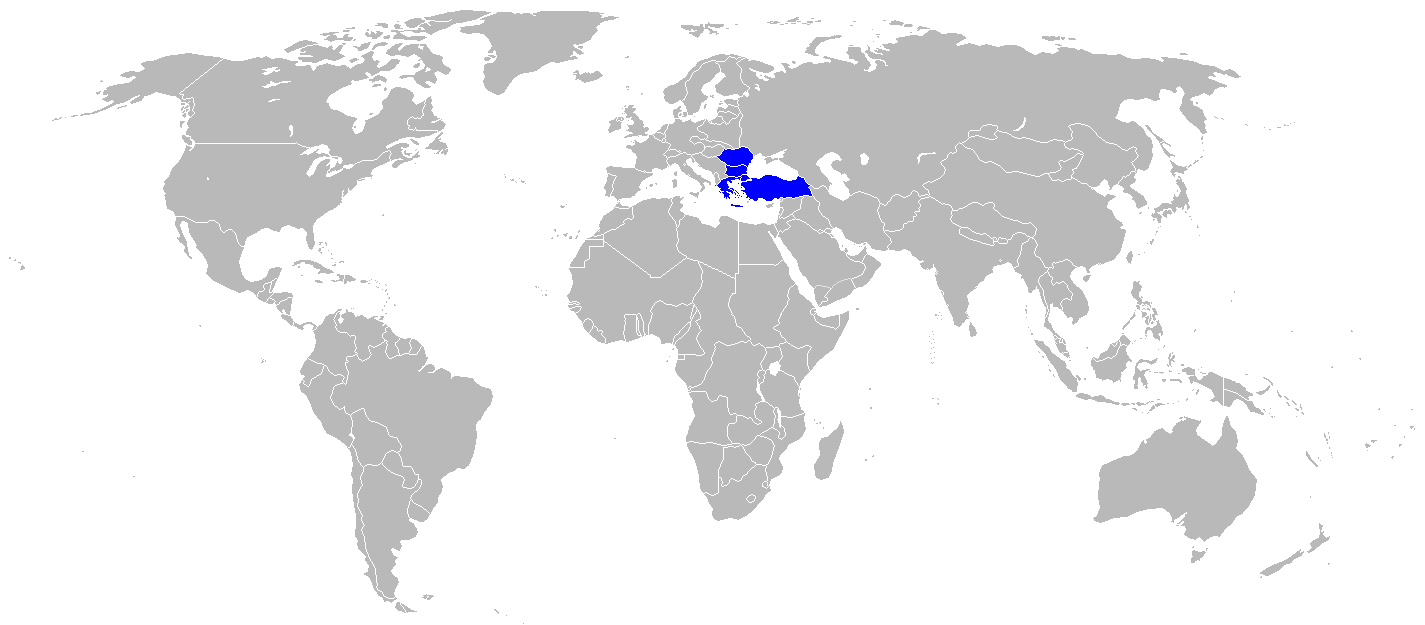
Mapa que muestra los países que operaron el P.24

- La Fuerza Aérea búlgara adquirió 14 PZL P.24B en 1937-1938, y una nueva orden para 20 PZL P.24C que se entregaron a finales de 1938. Más tarde ordenó 26 PZL P.24F, 22 de los cuales fueron entregados desde Polonia en julio de 1939, justo antes del estallido de la guerra I. Los cuatro restantes, que carecían de hélices, fueron destruidos al ser bombardeada la fábrica PZL en Okecie en septiembre de 1939 por los alemanes. Total: 56 PZL P.24B / C y F

 Grecia
- La Elleniki Vassiliki Aeroporia operó 30 P.24F y seis P.24G en 1936 que fueron entregados entre 1937-38. Todos los tipo F eventualmente se rearmaron con 4 cuatro ametralladoras Browning M2 AN de 7.7 mm

 Rumania
- La Real Fuerza Aérea rumana ordenó cinco aviones PZL P.24E en 1937 y construyó 25 aviones IAR P.24E bajo licencia

 Turquía
- Las Türk Hava Kuvvetleri adquirieron 14 P.24A y 26 P.24C, entregados en 1937. Se construyeron otros 20 P.24A / C bajo licencia en Kayseri, seguidos por 30 P.24G adicionales

## Especificaciones técnicas (PZL P.24F)

### Características generales
- Longitud: 7,60 m
- Envergadura: 10,70 m
- Altura: 2,70 m
- Superficie alar: 17,90 m²
- Peso vacío: 1330 kg
- Peso máximo al despegue: 2000 kg
- Planta motriz:  radial 14 cilindros en doble estrella Gnome-Rhône 14N-07.
  - Potencia: 723 kW (970 HP; 983 CV) cada uno.

### Rendimiento
- Velocidad nunca excedida (Vne): 430 km/h a 4.500 m
- Velocidad crucero (Vc): 345 km/h
- Alcance: 700 km
- Techo de vuelo: 10.500 m
- Régimen de ascenso: 5´40´´ a 5000 m

### Armamento
- Armas de proyectiles: 4

## Aeronaves similares
- Aero A.102
- Boeing XP-15
- Dewoitine D.27
- Focke-Wulf Fw 159
- Nieuport-Delage NiD 42
- Nieuport-Delage NiD 52
- PWS-10
- PZL P.6/P.7
- PZL P.11
- Ikarus IK-2